# Lockheed C-141 Starlifter
Lockheed C-141 Starlifter var en fyrmotorig militär transportflygplanstyp i USA:s flygvapen.
Den första prototypen flög första gången 1963. Military Airlift Command fick den första leveransen 1964. 
C-141 fanns i fyra olika varianter:
- C-141A
- C-141B med förlängd flygkropp, lufttankning, förbättrad kommunikationsutrustning.
- C-141C ny förarkabin med fyra LCD-färgskärmar och fyra mindre, GPS-navigering, robotskottsvarnare samt rems- och fackelfällare.
- NC-141A Flygplan som permanent används som provflygplan.

Så gott som samtliga C-141A har blivit uppgraderade till C-141B, dessa har sedan blivit överförda ifrån aktiva förband till reservförband och ANG.
63 av dessa modifierades till C-141C. Denna modifiering blev klar 1999.
Sista Starlifter togs ur tjänst den 5 maj 2006. 
C-141 användes för last och passagerar transport av USAF. C-141 hade också kapacitet att fälla både trupp och material.

## Bilder

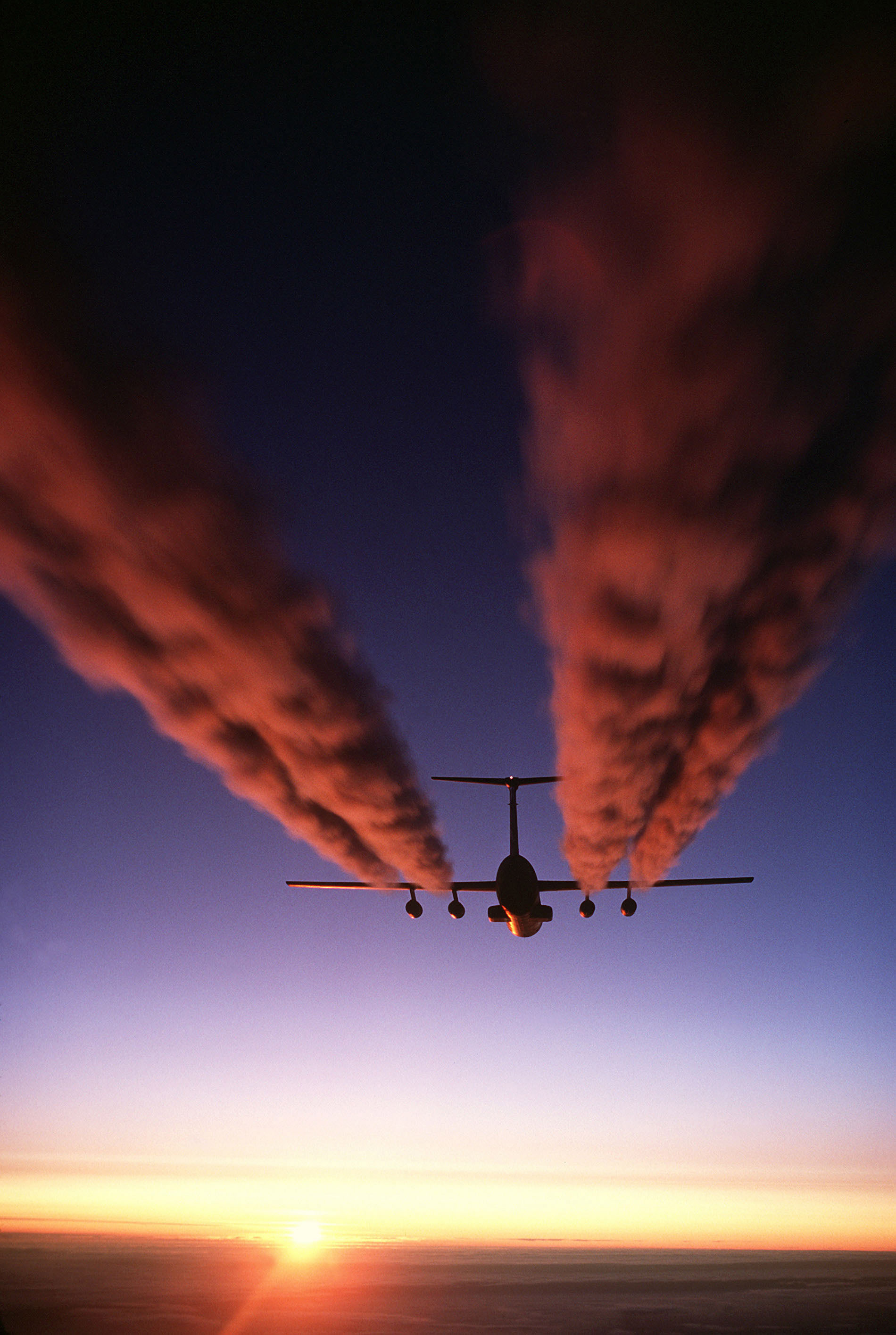
En C-141 från det amerikanska flygvapnet lämnar kondensstrimmor efter sig när det flyger över Antarktis.

- Wikimedia Commons har media som rör Lockheed C-141 Starlifter.